# Jacques-Bernard Durey de Noinville
Pour les articles homonymes, voir Durey.
Jacques-Bernard Durey de Noinville (né à Dijon le 3 décembre 1683 et mort à Paris, rue d'Orléans-aux-Marais, le 20 juillet 1768) est un écrivain polygraphe français du XVIIIe siècle, connu principalement pour son Histoire du théâtre de l'Académie royale de musique en France, rédigé conjointement avec Louis Travenol (1698-1783).
Il fut conseiller au Parlement de Metz en 1721, maître des requêtes en 1726, président au Grand Conseil de 1731 à 1738 et membre de l'Académie des inscriptions en 1733.
Une première édition parut en 1753 sous le titre Histoire du théâtre de l'Opéra en France depuis l'établissement de l'Académie de musique jusqu'à présent (Paris, J. Barbou, 2 vol.) et la seconde édition, corrigée & augmentée, paru en 1757 (Paris, Duchesne, 2 vol.).

## Œuvres
- Histoire du théâtre de l'Opéra en France depuis l'établissement de l'Académie de musique jusqu'à présent, Paris, J. Barbou, 1753, 2 vol.
- Histoire du théâtre de l'Académie royale de musique en France, depuis son établissement jusqu'à présent, Paris, Duchesne, 1757, 2 vol., disponible sur Archive.org.
- Dissertation sur les bibliothèques. Avec une table alphabétique, tant des ouvrages publiés sous le titre de Bibliothèques, que des catalogues imprimés de plusieurs cabinets de France & des pays étrangers, Paris, Chaubert, Hérissant, 1758, lire en ligne sur Gallica.
- Table alphabétique des dictionnaires, en toutes sortes de langues & sur toutes sortes de sciences & d'arts, Paris, Chaubert, Hérissant, 1758, lire en ligne sur Gallica.

## Pour approfondir